# 모던하우스
모던하우스(Modern House)는 대한민국의 가구, 생활잡화 브랜드이다. 주식회사 엠에이치앤코 법인이다.

## 역사
1996년 5월에 모던하우스 브랜드 런칭하였다.

## 품목
주방, 가구, 식기, 침구, 커튼, 키즈, 라이프, 욕실, 인테리어, 쿠션 등 여러 품목으로 구성되어 있다.

## 점포 목록
서울특별시
- 홈플러스스페셜목동점, 연희점, 여의도점, 뉴코아백화점강남점, 미아사거리점, 중계점, 천호점, 타임스퀘어점, 구로점, 강서NC점, 송파점, 마리오아울렛점, 용산아이파크몰점, 고척아이파크점, 잠실홈플러스점, 롯데몰은평점, 강동홈플러스점

부산광역시
- 부산대점, NC서면점, 해운대점, 메가마트남천점, 서부산홈플러스점, 롯데백화점광복점, 명지스타필드시티점

대구광역시
- 수성못점, 화원점, 태전점, 동아백화점수성점, 홈플러스성서점, 동아백화점쇼핑점, 동아백화점강북점, NC아울렛엑스코점, 현대아울렛대구점, 홈플러스칠곡점

인천광역시
- 뉴코아아울렛인천논현점, 부평점, 도화점, 인천점, 롯데마트검단점, 송도트리플스트리트점, 가좌홈플러스점, 홈플러스인천연수점, 간석홈플러스점

광주광역시
- 광주상무점, 광주터미널점, 롯데아울렛수완점, NC광주역점, NC웨이브충장점, 홈플러스동광주점

대전광역시
- 세이본점, NC대전중앙로점, 유성홈플러스점, 패션아일랜드대전점

울산광역시
- 홈플러스울산점, 뉴코아울산점, 메가마트울산점

세종특별자치시
- AK플라자세종점

경기도
- LF아울렛양주점, 오산점, 일산점, 의정부민락점, 파주동패점, 분당점, 안성궁도점, 동탄타임테라스점, 용인역북상설점, 파주운정점, 동탄호수점, 부천점, 야탑점, 수원터미널점, 동탄레이크꼬모점, 일산벨라시타점, 이천점, 뉴코아평촌점, 용인동백점, 뉴코아아울렛평택점, NC백화점고잔점, 호계점, 홈플러스킨텍스점, 홈플러스의정부점, 스타필드수원점, 홈플러스김포풍무점, 홈플러스분당오리점, 부천스타필드시티점, 안성스타필드점, 롯데피트인산본점, 시화홈플러스점, 김포홈플러스점, 홈플러스북수원점, 고양스타필드점, 스타필드시티위례점, 롯데백화점광교점, 하남스타필드점

강원특별자치도
- 원주점, 홈플러스원주점, 춘천근화점, 강릉포남점, 동해엠스퀘어점

충청북도
- 청주에버세이브점, 청주메가폴리스점, 청주성안홈플러스점, 청주용암점, 제천점, 충주점

충청남도
- 모다아울렛천안아산점, 신세계천안아산점, 아산퍼스트빌리지점, 아산터미널점, 당진점, 보령점, 롯데아울렛부여점

전북특별자치도
- 전주송천점, 서전주세이점, 전주효자점, 전주완산홈플러스점, 익산점

전라남도
- LF스퀘어광양점, 남악점, 나주점, 순천점

경상북도
- 포항NC점, 포항효자점, 김천점, 구미광평점, 구미G7스퀘어점, NC경산점, 경주용강점

경상남도
- 창원대동점, 뉴코아아울렛창원점, 마산홈플러스점, 거제홈플러스점, 모다아울렛양산점, 탑마트진주점, 김해점, 김해메가마트점

제주특별자치도
- 아라점, 탑동점, 화북점

## 같이 보기
- 이랜드그룹
- 2001아울렛